# Bělá (Luže)
Bělá (německy Biela) je vesnice, část města Luže v okrese Chrudim v Pardubickém kraji. Nachází se asi dva kilometry západně od Luže. Bělá je také název katastrálního území o rozloze 3,93 km².

## Historie
Bělá byla pravděpodobně založena okolo roku 1300. První písemná zmínka o vesnici pochází z roku 1392 a uvádí název ve tvaru Bieley. V průběhu let se název měnil: roku 1456 Biele, roku 1470 Biela a od roku 1837 Bělá.
Ves byla rozdělena mezi tři panství. V jejích jednotlivých částech byly tři panské dvory a tři krčmy. Zhruba během šedesáti let (od 1392 do 1456) se měnili majitelé různých částí. V roce 1456 je převážná část vsi Bělá již součástí panství Rychmburk v majetku Jana Parduse z Vratkova, kterému majetek potvrdil král Jiří z Poděbrad. Od roku 1470 byl majitelem vnuk Jan Vilém Pardus z Vratkova, který neměl děti a svůj majetek postoupil své matce Anežce z Chlumu a Košumberku. Ta převedla ves Bělou pod panství Košumberk. Znovu Bělá spadala pod panství Rychmburk v roce 1718, kdy se dostala do majetku Václava Norberta Kinského. 

## Obyvatelstvo
| Rok            | 1869 | 1880 | 1890 | 1900 | 1910 | 1921 | 1930 | 1950 | 1961 | 1970 | 1980 | 1991 | 2001 | 2011 | 2021 |
| -------------- | ---- | ---- | ---- | ---- | ---- | ---- | ---- | ---- | ---- | ---- | ---- | ---- | ---- | ---- | ---- |
| Počet obyvatel | 422  | 446  | 442  | 431  | 448  | 542  | 516  | 351  | 364  | 357  | 303  | 247  | 211  | 215  | 228  |
| Počet domů     | 80   | 80   | 80   | 80   | 80   | 82   | 88   | 91   | 84   | 81   | 77   | 97   | 98   | 102  | 105  |

## Obecní správa
Od roku 1850 se stala Bělá samostatnou obcí v rámci okresu Vysoké Mýto. Změna uspořádání nastala v roce 1960 v souvislosti se správní reformou, kdy se Bělá stala součástí okresu Chrudim. Od 1. července 1985 je Bělá součástí města Luže.

## Pamětihodnosti
- Pomník partyzánů